# Rezerwat przyrody Zadná Poľana
Rezerwat przyrody Zadná Poľana (słow. Národná prírodná rezervácia Zadná Poľana) – rezerwat przyrody w grupie górskiej Polana na Słowacji, w granicach Obszaru chronionego krajobrazu Poľana. Powierzchnia 855,49 ha.

## Położenie
Rezerwat leży na terenach katastralnych wsi Očová, Hriňová, Valaská, w powiatach (słow. okresach) odpowiednio Zwoleń, Detva i Brezno w kraju bańskobystrzyckim. Obejmuje fragment krawędzi dawnej kaldery wulkanicznej na długości ok. 8,5 km wraz z najwyższymi szczytami masywu, tj. Polaną (1458 m n.p.m.) i Przednią Polaną (1367 m n.p.m.) wraz z częścią przyległych stoków zarówno wewnątrz jak i na zewnątrz kaldery. Na północy sięga po szczyt Brusniansky grúň (1271 m n.p.m.), na zachodzie – po szczyt Drábovka (1251 m n.p.m.), na południu – prawie po górski hotel „Poľana”. Na wschodzie, w dolinie potoku Hukava, teren rezerwatu osiąga najniższy punkt – ok. 900 m n.p.m.

## Historia
Powołany został w 1971 r. (z datą obowiązywania od 1972 r.) jako Štátna prírodná rezervácia Poľana nad Detvou na obszarze 685,84 ha. Obszar i nazwa rezerwatu były nowelizowane w 1983, 1999 i 2001 r. Ostatnia z tych nowelizacji (obwieszczenie Urzędu Wojewódzkiego w Bańskiej Bystrzycy nr 6/2001 z dn. 16 marca 2001 r.) ustaliła aktualną nazwę, powierzchnię i cele ochrony.

## Przedmiot ochrony
Rezerwat został powołany w celu ochrony dobrze zachowanych kompleksów leśnych dolnego i górnego regla, w większości o charakterze pierwotnym, wraz z wtrąconymi enklawami biocenoz łąkowych i torfowiskowych i ze związanymi z nimi zespołami roślinnymi i zwierzęcymi, o istotnym znaczeniu naukowym, kulturowym i estetycznym.
Największe znaczenie ma ochrona liczących 160–200 lat pierwotnych świerczyn górnoreglowych, rosnących na  południowym skraju swojego zasięgu w całych Karpatach Zachodnich.

## Flora
Świerkom towarzyszą liczne buki, jodły, jawory i jarzębiny. Pojedyncze buki dochodzą tu do wysokości ponad 1300 m n.p.m., co stanowi ich najwyższy zasięg w całych Wewnętrznych Karpatach Zachodnich. Liczne dorodne jodły mają status drzew nasiennych.
Na neutralnym podłożu z andezytów i andezytowych aglomeratów występują liczne gatunki roślin zielnych, jak miłosna górska, ciemiężyca zielona, wieczornik śnieżny, pełnik europejski, liczydło górskie, fiołek żółty sudecki,  i in. Wysoko podchodzi turzyca orzęsiona, spotykana jeszcze na grzbietowej przełęczy Priehybina (1273 m n.p.m.). Rosną tu również dość pospolicie omieg górski, kosmatka olbrzymia, modrzyk górski i urdzik węgierski.
Na głazach i rumowiskach skalnych pod szczytem występuje szereg rzadkich gatunków mchów. Na skałkach po południowej stronie masywu wysoko podchodzą niektóre gatunki ciepłolubne.